# 阿沃奈站
阿沃奈站，是法国的一个铁路车站，位于法国马恩省的阿沃奈瓦勒多尔市镇范围内。

## 位置
阿沃奈站位于阿沃奈瓦勒多尔南部，埃佩尔奈-兰斯铁路正线上，省道D201线北侧。车站大致呈南北走向，开口朝东。

## 车站概况
阿沃奈站是一个铁路乘降所，没有任何人工售票窗口及自动售票机，乘客需上车后主动购票或使用通勤卡。经过阿沃奈站的所有列车均经过兰斯站和埃佩尔奈站。
阿沃奈站站内没有地下通道或天桥，前往下行方向站台（兰斯方向）的乘客需横穿铁路正线，因此该站存在一定的安全隐患。

## 车站历史
阿沃奈站最初建于1849年，和埃佩尔奈-兰斯铁路同时投入使用。

## 停靠线路
以下列车线路在阿沃奈站停靠：
| 阿沃奈站列车线路表     |              |        |        |              |
| 线路                   | 车种         | 上一站 | 下一站 | 大致运行频率 |
| 香槟沙隆/埃佩尔奈—兰斯 | 法国大区列车 | 埃伊   | 热尔曼 | 每天4趟左右  |
| 1.                     |              |        |        |              |

## 配套交通

### 大巴车
阿沃奈站对应的大巴车上下车地点位于车站西侧。当某条铁路线施工或罢工时，SNCF会提供途径该线路沿途站点的大巴车。

### 市内交通
阿沃奈站附近没有任何城市公交线路。

## 临近车站
| 阿沃奈站（Gare d'Avenay） |                    |          |
| 上行车站                  | 线路               | 下行车站 |
| 埃伊站                    | 埃佩尔奈－兰斯铁路 | 热尔曼站 |